# Symploce lundi
Symploce lundi är en kackerlacksart som beskrevs av Roth, L. M. 1987. Symploce lundi ingår i släktet Symploce och familjen småkackerlackor.
Artens utbredningsområde är Kamerun. Inga underarter finns listade i Catalogue of Life.